# Dunaújváros
Dunaújváros là một thành phố Hungary. Thành phố thuộc Trung Transdanubia trong hạt Fejér. Thành phố Dunaújváros có dân số 48.562 người (theo điều tra dân số năm 2009), diện tích km2. Thành phố có độ cao mét trên mực nước biển. Thành phố được xây trong thập niên 1950 trong thời kỳ công nghiệp hóa đất nước này.